# Ronald Dworkin
Ronald Myles Dworkin (Worcester, 11 dicembre 1931 – Londra, 14 febbraio 2013) è stato un filosofo e giurista statunitense.
Professore di filosofia del diritto all'University College di Londra e alla New York University, Dworkin è noto per i suoi importanti contributi nell'ambito della filosofia del diritto e della filosofia politica. La sua teoria del diritto come integrità è uno dei più importanti punti di vista contemporanei sulla natura delle leggi.

## Biografia
Ronald Dworkin nacque nel 1931 a Worcester, Massachusetts, Stati Uniti, figlio di Madeline (Talamo) e David Dworkin. La sua famiglia era ebrea. Si laureò in filosofia all'Università di Harvard nel 1953 con un A.B., summa cum laude. Poi frequentò il Magdalen College di Oxford come Rhodes Scholar, dove è stato allievo di Sir Rupert Cross e J. H. C. Morris. Dworkin frequentò anche  la Harvard Law School, studiando con Lon Fuller e ottenendo nel 1957 un dottorato in giurisprudenza, magna cum laude. 
Dopo essere entrato a far parte di Sullivan and Cromwell, un importante studio legale di New York City, Dworkin divenne professore associato di diritto alla Yale Law School nel 1962 e professore di diritto nel 1965. Nel 1968 venne nominato alla cattedra Wesley N. Hohfeld di legge presso l'Università di Yale. Nel 1969, Dworkin succedette a H. L. A. Hart nella cattedra di legge all'Università di Oxford. Nel 1994 assunse anche la posizione di Frank Henry Sommer, professore di legge alla New York University Law School. In seguito, Dworkin insegnò anche all'University College di Londra e alla New York University. Nel giugno 2011, insegnò al New College of the Humanities, un collegio privato di Londra.
Dworkin è stato membro della British Academy e dell'American Academy of Arts and Sciences e dell'American Philosophical Society. Nel 1995 è stato eletto membro corrispondente dell'Accademia bavarese delle scienze e delle discipline umanistiche. Ha ricevuto numerosi riconoscimenti nazionali e internazionali, tra cui il Premio Bielefeld per la scienza nel 2006, assegnato a Niklas Luhmann dalla Fondazione Sparkasse Bielefeld in memoria di Niklas Luhmann, il Premio Holberg nel 2007 e il Premio Balzan per la teoria e la filosofia del diritto nel 2012. Gli fu conferito il Premio Balzan con questa motivazione: "per i suoi fondamentali contributi alla teoria del diritto, che sono caratterizzati da analisi approfondite, questioni originali e chiarezza argomentativa, e che emergono dalla proficua interazione con le teorie politiche ed etiche e con la pratica giuridica". Il libro Religione senza Dio fu pubblicato dopo la sua morte.
Morì nel febbraio 2013 a Londra all'età di 81 anni a causa di una leucemia.,

## Le leggi come principi
Dworkin è noto per la sua critica al positivismo giuridico di Hart; la teoria di Dworkin è, infatti, "interpretativa": la legge è qualsiasi cosa scaturisca da un'interpretazione costruttiva della storia istituzionale di un sistema legale. Secondo Dworkin, oltre alle regole (o prescrizioni) ci sarebbero anche i princìpi, da lui stesso definiti "carte vincenti": le prime si applicano alla maniera del "tutto o niente", i princìpi invece hanno la dimensione del peso e dell'importanza (se x, allora y, a meno che z). Inoltre, mentre le prescrizioni possono essere giuste o ingiuste, i princìpi possono solo essere giusti, in quanto nascono da esigenze di giustizia e costituiscono i fondamenti morali e giuridici dell'ordinamento.

## Teoria dell'uguaglianza
Dworkin, inoltre, ha dato un importante contributo al dibattito sull'egualitarismo. In alcuni suoi articoli e nel libro "Virtù sovrana" egli ha difeso la cosiddetta teoria dell'uguaglianza delle risorse, che combina due idee di base: primo, gli esseri umani hanno la responsabilità morale delle scelte di vita che compiono; secondo, le doti naturali dell'intelligenza e del talento sono moralmente arbitrarie e non dovrebbero incidere sulla distribuzione delle risorse nella società. Come gli altri lavori di Dworkin, anche la sua teoria dell'uguaglianza è sostenuta dall'idea centrale che ogni individuo ha diritto all'uguale interessamento e rispetto nella strutturazione della società.

## La teoria della giustizia
La teoria della giustizia di Dworkin è una teoria definibile come "aspirazioni dipendente" e "sorte indipendente", ossia una teoria in cui gli individui devono poter provare a raggiungere ciò che desiderano sulla base delle loro aspirazioni, e allo stesso tempo gli individui non devono essere forzati a scelte dalla sorte. Il destino delle persone deve cioè dipendere dalle loro ambizioni (scopi, progetti di vita in generale) ma non deve dipendere dalle loro doti naturali e sociali (cioè dall'arbitrarietà delle circostanze).
Ciò che Dworkin mira a realizzare è l'eguaglianza rispetto alla sorte: solo una volta azzerato l'effetto della sorte è possibile garantire il massimo livello di libertà di scelta delle persone. Le differenze che si manifestano nella società dopo aver annullato la sorte sono così giustificate in quanto dipendenti dalle aspirazioni e non più dalla sorte stessa. Dworkin si limita però al pareggiamento della cosiddetta "sorte bruta" (cioè quella nei confronti della quale siamo impotenti, come il nascere più o meno ricchi o talentuosi, o l'accadere di una disgrazia naturale), mentre le differenze generate dalla "sorte opzionale" (cioè le differenze frutto delle libere scelte individuali) non richiedono di essere pareggiate.

## Vita privata
Mentre lavorava per il giudice Learned Hand, Dworkin incontrò la sua futura moglie, Betsy Ross, con la quale avrebbe avuto i gemelli Anthony e Jennifer. Betsy era la figlia di un uomo d'affari di successo di New York. Sono stati sposati dal 1958 fino a quando Betsy è morta di cancro nel 2000. Dworkin in seguito sposò Irene Brendel, l'ex moglie del pianista Alfred Brendel.

## Premi e riconoscimenti
- 2006: La Annual Survey of American Law della New York University gli ha indirizzato l'annuale dedica di uno dei suoi volumi, secondo una tradizione risalente al 1942.
- 2007: Holberg International Memorial Prize, dell'importo di circa 450.000 dollari statunitensi, conferito dall'Università di Bergen, in Norvegia.
- 2011: L'Università di Buenos Aires gli ha conferito una laurea honoris causa, per "aver instancabilmente difeso il primato del diritto, della democrazia e dei diritti umani".
- 2012: Premio Balzan, Teoria e filosofia del diritto,  con la seguente motivazione: «Per i suoi fondamentali contributi alla teoria generale del diritto, condotti con profondità di analisi, originalità di risultati e chiarezza argomentativa in fecondo interscambio con le teorie etico-politiche e con le pratiche del diritto».[12]

## Opere in italiano
- I diritti presi sul serio, Bologna, Il Mulino, 1982.
- Questioni di principio, Milano, Il Saggiatore, 1985.
- Il dominio della vita. Aborto, eutanasia e libertà individuale, Milano, Edizioni di Comunità, 1994.
- L'impero del diritto, Milano, Il Saggiatore, 1994.
- (con Sebastiano Maffettone) I fondamenti del liberalismo, Roma-Bari, Laterza, 1996.
- Virtù sovrana. Teoria dell'uguaglianza, Milano, Feltrinelli, 2002.
- La democrazia possibile. Principi per un nuovo dibattito politico, Milano, Feltrinelli, 2007.
- La giustizia in toga, Roma-Bari, Laterza, 2010.
- Giustizia per i ricci, Milano, Feltrinelli, 2013.
- Eguaglianza, Alfabeto Treccani (formato ebook), 2014.
- Religione senza Dio, Bologna, Il Mulino, 2016.